# Coryphantha macromeris
Coryphantha macromeris är en kaktusväxtart som först beskrevs av Georg George Engelmann, och fick sitt nu gällande namn av Lem.. Coryphantha macromeris ingår i släktet Coryphantha, och familjen kaktusväxter.

## Underarter
Arten delas in i följande underarter:
- C. m. macromeris
- C. m. runyonii

## Bildgalleri

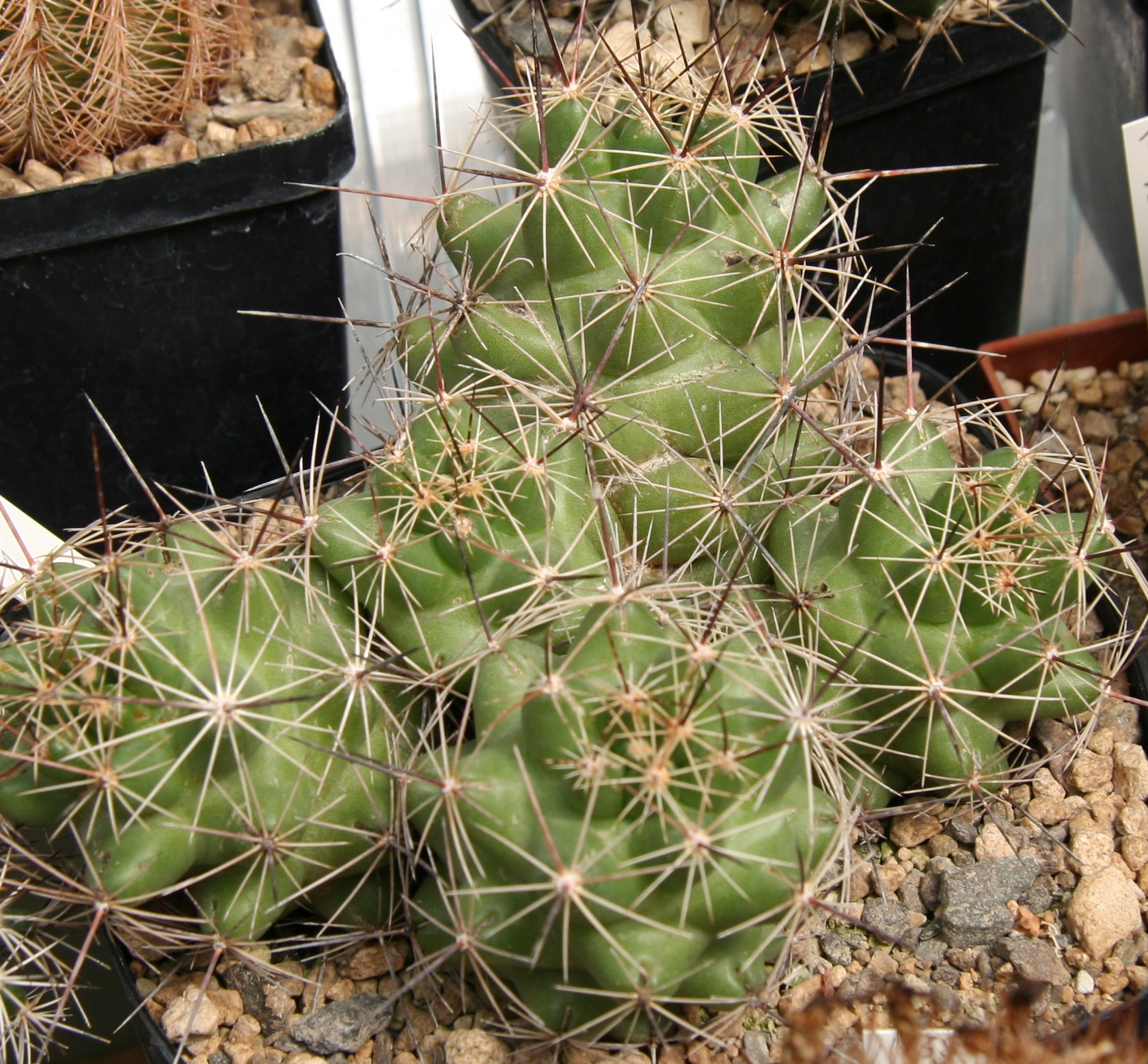